# Skårvika
Skårvika est une localité du comté de Troms, en Norvège.

## Géographie
Administrativement, Skårvika fait partie de la kommune de Salangen.